# 토미 와이소
토미 위조(영어: Tommy Wiseau, 영어 발음: /wɪˈzoʊ/ 혹은 와이조 영어 발음: /ˈwaɪzoʊ/)는 미국의 배우, 영화 감독이다.
2003년에 개봉한 후 컬트적인 인기를 끌고 있는 영화 《더 룸》의 감독과 주연으로 잘 알려져 있으며, 해당 영화는 "최고의 최악의 영화" 중 하나로 여겨지고 있고 "나쁜 영화계의 《시민 케인》"이라고 불린다. 무려 6백만 달러를 쏟아부어 영화 《더 룸》을 제작했으며, 사비를 들여서 촬영용 카메라를 대여하지 않고 구입하여 찍은 점, 혼자서 제작진 월급을 지불한 점, 그리고 사비를 들여 간판 광고 및 티비 광고를 제작한 점으로 인해 돈의 출처에 대한 의혹이 있었으나, 이후에 본인이 밝힌 바에 의하면 한국에 가죽자켓 외주를 맡겨 수출하거나 장난감을 판매했다거나 하여 여러군데에서 부지런히 돈을 긁어모았다는 것을 알 수 있다. 위조는 2004년 다큐멘터리 《Homeless in America》와 2015년 시트콤 《더 네이버스》를 연출하였다. 또한 2017년도에 절친 그레그 세스테로와 다시 만나 같이 《Best F(r)iends》라는 영화를 찍었다.